# Споменик природе Кестен Јакшића на Сењаку
Стабло дивљег кестена (Aesculus hippocastanum L.) налази се у Београду на Сењаку, општина Савски Венац, у улици Крања Вукашина број 8, на приватном имању породице Јакшић. Стабло је старо око 180 година и по својим особинама и историји испуњава услове за заштиту као природно добро.

## Опште карактеристике
Кестен Јакшића на Сењаку поседује импозантне димензије које се огледају кроз следеће дендрометријске карактеристике:
| Висина стабла              | 20,5 m     |
| Обим дебла                 | 2,25 m     |
| Пречник крошње             | 11 m       |
| Пречник дебла              | 0,72 m     |
| Висина дебла до прве гране | 2,20 m     |
| Старост стабла             | 180 година |

Записано је да је кестен по први пут цветао 1838. године, што би значило да се на ову старост од 177 година може додати још барем 15 година.
Кестен на Сењаку се одликује правилно формираном пунолисном, облом крошњом.
Здравствено стање стабла је добро. Стабло редовно цвета и плодоноси. Кора на стаблу је правилно испуцала и љуспа се на танке листиће. Унутар дворишта, стабло прави хлад од 94 . Доње, јаке гране досежу до саме куће.

## Историјат
Кестен на Сењаку, на имању Јакшића постоји већ више од век и по.
Књаз Милош Обреновић је 1838. године наговорио свог благајника, првог српског министра финансија - Јакова Јакшића (претка породице на чијем се имању налази кестен) да ископа бунар поред кестена на свом имању на Сењаку.
Владимир Јакшић, по завршетку својих студија у Аустрији, доноси у Србију први метеоролошки инструмент - Сиксов термометар за мерење крајњих температура. Од 1. јануара 1848. године, Владимир почиње свакодневно да мери температуру ваздуха, осматра стање неба, појаве на Сунцу, падавине и атмосферске прилике, на породичном имању на Сењаку. На овај начин Србија је уврштена у Европску мрежу метеоролошких станица.
У Јакшићевом радном метеоролошком дневнику обавезно је помињан, данас већ стари, дуговечни кестен. Из дневника који потомци Јакшића још увек воде, види се и преглед живота, раста и развоја кестена, његово здравствено стање, време цветања и време плодоношења.

## Изглед стабла
Тачни подаци о години садње кестена нису сачувани. Зна се само да је при копању бунара већ имао своје место на имању.
У непосредној близини стабла се налази породична кућа Јакшића. Поједине јаче кестенове гране досежу до куће и нарушавају делове спољне фасаде, чиме се делимично и саме оштећују кварећи правилан хабитус стабла.
Једна од доњих грана која се наслањала на каблове за струју је 1997. године исечена. На самом приданку стабла је уочљиво оштећење пуног обима, настало од ланца за који је везан пас. Испод крошње је смештена и дрвена кућица за псе.
Стабло кестена се налази на изломљеном, косо нагнутом терену и иловастом, чврсто збијеном земљишту, правећи потпун хлад. Упркос тамном хладу и земљишту, поред стабла се налазе самоникли и засађени, прилично неуређени или запуштени представници различитих врста, попут шљиве џанарике, глога, зове и сл.
Уз бунар и у непосредној близини кестена је у новије време поново смештена метеоролошка станица, а породица Јакшић редовно очитава податке које доставља Хидрометеоролошком заводу.

## Угроженост
Кестен на Сењаку је практично стешњен између породичне куће Јакшића са једне стране и остатка окућнице оивичене бетонским зидом са друге.
У непосредној близини крошње налазе се каблови за струју и ПТТ водови.
Само за један део крошње се може рећи да је редукован, услед поткресивања грана. Део приданка дебла је оштећен и може представљати место будуће рак-ране и жариште заразе.
Стабло је доброг здравственог стања, узевши у обзир његову велику старост. Трагови фитопатолошких обољења нису констатовани, али су на појединим деловима горњих партија дебла и дебелих старих грана уочљиви убушци од поткорњака.

## Заштита
Циљ заштите споменика природе Кестен Јакшића на Сењаку је његово очување као изузетног представника своје врсте, због његовог великог културолошког и историјског значаја.
Уважавајући природне вредности овог добра и циљеве заштите стабла и припадајућег простора, одређен је III степен заштите који подразумева „селективно и ограничено коришћење природних богатстава и контролисане интервенције и активности у простору уколико су усклађене са функцијама заштићеног природног добра, или су везане за наслеђене традиционалне облике обављања привредних делатности и становања, укључујући и туристичку изградњу“.
Решењем Скупштине града Београда број 501-849/10-С, од 1. децембра 2010. године, због физичког уништења, заштита природног добра Кестен Јакшића на Сењаку је престала. Ово стабло више није на списку заштићених природних добара у Београду.